# Gerbert Mutter

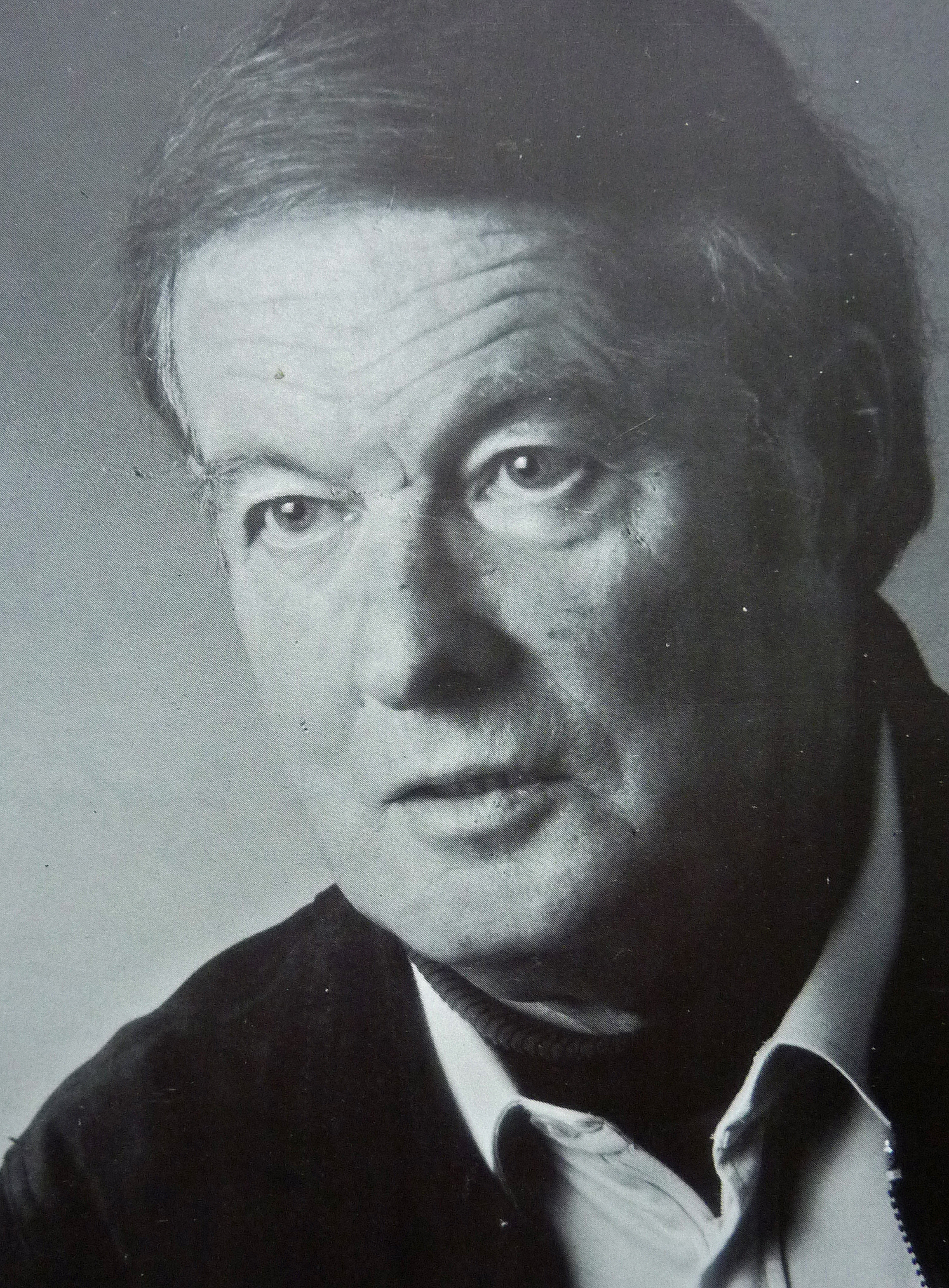
Gerbert Mutter

Gerbert Mutter (St. Blasien, Baden-Württemberg, 21 augustus 1922 – aldaar, 28 augustus 1989) was een Duits componist, muziekpedagoog, dirigent, pianist en organist.

## Levensloop
Gerbert Mutter werd als oudste zoon van zes kinderen van de amateur-organist en bestuurslid van het Sanatorium in St. Blasien Otto Mutter en zijn echtgenote Elisabeth Marbe, die ook een goede pianiste en zangeres was. Vooral zijn moeder steunde het talent van Gerbert en zong met hem liederen en speelde met hem vierhandig pianostukken van Robert Schumann en Franz Schubert. Zijn eerst compositie op 12-jarige leeftijd, een pianostuk voor de verjaardag, heeft hij aan zijn moeder opgedragen. Na het bezoek van het Friedrichsgymnasium te Freiburg im Breisgau werd hij in 1941 onmiddellijk tot de militaire dienst ingetogen. De gebeurtenissen tijdens de Tweede Wereldoorlog in Rusland en in de krijgsgevangenschap hadden bij hem grote invloed op zijn leven. 
Vanaf 1946 tot 1950 studeerde hij aan het Hochschulinstitut für Musikerziehung te Trossingen bij Helmut Degen en Gerhard Frommel compositie en bij Hans Brehme piano. Gerhard Frommel was een meester scholier van Hans Pfitzner geweest, een Nieuw-Romanticus. Degen, van zijn importantie met Harald Genzmer te vergelijken, componeerde avant-gardistisch.
Na zijn examina als muziekleraar werd Mutter in 1952 leraar voor piano en muziektheorie aan het Jezuïeten-College en Internat "Stella silvae" in St. Blasien. In deze functie blijft hij tot 1968. Daarnaast studeerde hij aan de Hochschule für Musik Freiburg in Freiburg im Breisgau nog muziektheorie bij Karl Ueter, een voormalige leerling van Franz Schrecker in Berlijn. 
Hij werd naast zijn werkzaamheden als muziekleraar een veelgevraagd piano-begeleider voor liederen en een uitstekend organist. De nieuw opgerichte Pedagogische Hoge School in Lörrach beriep hem tot docent voor muziektheorie en piano. Na de oplossing van deze school ging hij weer terug in zijn bakermat. Met het landschap rond Waldshut-Tiengen en St. Blasien was hij immer eng verbonden met zijn terughoudende karakter, zijn liefde voor de natuur en de mensen in deze streek. 
Vanaf 1983 was hij tweede directeur van de Jeugdmuziekschool Hochrhein-Zuidelijke Zwarte would. In hetzelfde jaar werd hij van de Obermarkgräfler Sängerbund als tweede componist voor uitstekende prestaties op het gebied van koor composities met de zogenoemde Alemannenring onderscheiden. 
Bij een overzicht van zijn oeuvre is het grote aantal van kerkmuziek (cantates, kerkliederen in diverse bezettingen, motettes, missen in Latijn en Duits, het oratorium Der Sonnengesang des Franz von Assisi voor grote bezetting en een Johannes passie) opvallend. In zijn oeuvre is eveneens opvallend, dat naast de Grote Kunst ook werken voor amateuren staat, naast de werken, die voor de radio geschreven werden, zoals zijn oratorium of de Missa brevis 1961 voor de bekende Donaueschinger Musiktage gecomponeerd ook literatuur, die voor «amateuren» (in de beste zin van het woord: voor liefhebbers) gecomponeerd zijn. Dit gilt vooral voor zijn wereldlijke koormuziek, waar de werken voor mannenkoor een brede ruimte innemen. 
Relatief laat «ontdekte» Mutter een verder genre van de amateurmuziek, maar hij heeft zich sindsdien immer weer ermee beziggehouden: composities voor blaasorkesten en blazers-ensembles. Op advies van Rudolf Siebold, voorzitter van de Bund Deutscher Blasmusikverbände, vond de componist spoedig vreugde aan dit genre. De renaissance van authentieke blazerswerken - door Willy Schneider, Hermann Regner, Hellmut Haase-Altendorf en enige Zwitserse en Oostenrijkse componisten en van hun tot de hedendaagse authentieke (originele) blaasmuziek verder ontwikkelt - vond met hun ritmische pregnantie, hun uitdrukkingsmogelijkheden zowel als feestelijk gedragen klank, alsook dansend en vrolijk - beïnvloeden zijn interesse en maakten hem al spoedig als een van hun geprofileerde vertegenwoordigers. Deze werkzaamheden werden met een reeks van opdrachtwerken bekroond. 
In zijn werken voor orgel en piano en in zijn stukken voor begeleidende solo instrumenten spreekt hij vooral de professionele muzikant aan. In deze werken komt zijn compositorisch meesterschap het duidelijkst tot uiting. Zich tot aan de grenzen van de vrije tonale ruimte bewegend, is hun allen een van het gregoriaans geïnspireerde, erg archaïsche toontaal eigen met kleurrijke akkoord-vermengelingen en de finale uitwerkingen. De ïmponeerende beheersing zelfs van moeilijkste compositie-technieken staat altijd in de dienst van een sterke, met syncopische elementen doorzette ritmiek. 
Sinds 1999 bestaat er een Gesellschaft zur Förderung des Komponisten, Gerbert Mutter e.V..

## Composities

### Werken voor harmonieorkest
- 1965 Bläserintrade
- 1966 Klingender Tag - Ein Festruf
- 1967 Festlicher Prolog
- 1968 Lobgesang und heiteres Rondino
- 1968 Musik zu einem Festtag, suite voor harmonieorkest
- 1969 Feierlicher Aufruf, voor harmonieorkest
- 1971 Ballade Nr. 1 (die Dramatische) (verplicht werk in de hoogste afdeling tijdens het Bundesmusikfest 1972)
- 1971 Bläsertreffen (1e prijs in de 2e afdeling tijdens het Bundesmusikfest 1972)
- 1973 Tripartita (gecomponeerd voor de Festlichen Tage für zeitgenössische Musik 1968, te Uster, Zwitserland)
- 1976 Ode, voor harmonieorkest
- 1976 Sarabande
- 1977 Lob und Dank, voor harmonieorkest
- 1979 Ballade Nr. 2 (die Lyrische)
- 1980 Concertino, voor piano en harmonieorkest
- 1981 Hora festiva (Festliche Stunde)
- 1981 Preludio alla marcia
- 1987 Vier balladeske Hallunkensongs, voor mannenkoor en harmonieorkest - naar teksten van: Ludwig Thoma en Fritz Grasshoff (gecomponeerd voor het Internationales Jugendkapellen-Treffen 1987 te Karlsruhe, Duitsland)
- In Modo Corale
- Jagdliederkaleidoskop, over Europese jacht-liederen, voor harmonieorkest
- Mit allen Instrumenten - Spielstück
- Nun geht das Wandern an, voor mannenkoor en harmonieorkest

### Missen, cantates, oratoria en gewijde muziek
- 1968 Missa brevis 1961, voor zesstemmig gemengd koor a capella - (gecomponeerd voor de Donaueschinger Musiktage 1961)
- Ad te levavi, voor gemengd koor en orgel en blazers
- Auf, Christen, in fröhlichen Weisen, voor 4 tot 6-stemmig gemengd koor a capella
- Blazersmis in C, voor gemengd koor en vier koperblazers
- Choralpartita «Der grimmig' Tod mit seinem Pfeil" ("Vater unser im Himmelreich"), voor trompet en orgel
- Das ist ein köstlich Ding, dem Herren danken (uit Psalm 92), voor 3-stemmig jeugd- of vrouwenkoor a capella
- Das Kindlein, das Maria hält, voor gemengd koor
- Das Kindlein liegt da, vooer gemengd koor en strijkers
- Der Sonnengesang des Franz von Assisi, oratorium voor solisten, gemengd koor, orkest en orgel
- Deutsche Festsingmesse, naar kerkliederen voor gemengd koor
- Deutsche Messe nach dem Ordinarium, voor mannenkoor en orgel
- Deutsches "Pange lingua - Tantum ergo", voor gemengd koor a capella
- Die Weihnachtshirtenflöte, cantate over kerstliederen voor gemengd koor, dwarsfluit, strijkers en piano (of orgel, of klavecimbel)
- Drie "Veni creator", voor 4 tot 6-stemmig gemengd koor a capella
- Drie nieuwe kerstliederen naar oude teksten, voor unisono koor of middenstem en piano (of orgel)
- Ecce sacerdos, voor samenzang en orgel (of blazers)
- Ecce sacerdos, voor zesstemmig gemengd koor en orgel (of orgel en orkest)
- Ein Haus voll Glorie schauet, liedcantate voor gemengd koor, strijkers en klavecimbel (of orgel)
- Ein Haus voll Glorie schauet, voor samenzang, gemengd koor en orgel (of orkest)
- Een kind is ons geboren, voor gemengd koor en orgel
- Feierliches Tantum ergo, voor gemengd koor en blazers (of orgel)
- Feierliche Messe, voor gemengd koor en orgel (of 4 koperblazers)
- Gesang der Erzengel, voor alt solo, mannenkoor, zeven koperblazers, pauken en orgel
- Herr, send' herab uns deinen Sohn, liedcantate voor gemengd koor strijkorkest, hobo en basso continuo
- Ich sah das Grab vom Tod befreit, voor gemengd koor en orgel
- Johannes-Passion, voor solisten en gemengd koor
- Justus et palma florebit, motet voor gemengd koor, strijker en orgel (of klavecimbel)
- Kirchenliederbrevier, voor het Kerstfeest
- Kirchenliederbrevier, voor de passietijd, het Paasfeest en Hemelvaartsdag
- Kirchenliederbrevier, voor Pinksteren
- Kirchenliederbrevier, voor de sacraments- en communie-gezangen
- Komm, der Völker Heiland, du, liedcantate voor gemengd koor, strijkorkest, hobo en basso continuo
- Lob des Schöpfers, voor mannenkoor, piano (of orgel) of zes koperblazers en pauken
- Missa communis, voor samenzang, gemengd koor en orgel
- Missa "Dona nobis pacem", voor gemengd koor en orgel
- Missa parva, voor gemengd koor a capella
- Missa stella maris, voor gemengd koor en orgel (of orkest)
- Neue liturgische Messe, voor voorzanger, jeugdkoor en orgel
- Nun bitten wir den heiligen Geist, liedcantate voor gemengd koor en orgel
- O Heiland, reiß die Himmel auf, liedcantate voor gemengd koor, strijkers, hobo en orgel
- O Jesu, all mein Leben bist du, voor gemengd koor a capella
- Passionskantate, cantate voor 4 tot 6-stemmig gemengd koor, strijkers en hobo
- Pfingstmotette, voor gemengd koor en orgel
- Proprien van Pinksteren, voor gemengd koor en orgel
- Siehe, der Hohepriester, voor gemengd koor en orgel
- Singet Gott, dem Herrn, zum Preise, voor gemengd koor
- Spiegel der Dreifaltigkeit, voor gemengd koor a capella
- Süddeutsche Instrumentalmesse, voor blazers
- Twee liedcantates voor advent, voor viool solo, gemengd koor en orgel (of strijkers)
- Twee Marienliederen, voor 4 tot 6-stemmig gemengd koor a capella
- Twee "Pange lingua - Tantum ergo", voor gemengd koor a capella
- Vier kerstkoren, voor mannenkoor
- Vier nieuwe kinderliederen uit de Bijbel
- Weihnachtsflorilegium, voor 3-stemmig jeug- of vrouwenkoor a capella

### Werken voor koren
- 1977 Glockenspielereien, voor eenstemmig jeugdkoor
  1. Der Wecker am Morgen
  2. die Schulglocke
  3. die Glocke des Parlaments
  4. die Glocke am Haus
- Am Brunne, voor vrouwenkoor
- Die Macht der Musik, voor mannenkoor en koperblazers
- Der Tageskreis, cyclus voor mannenkoor en piano naar teksten van Duitse dichters
- Durch Feld und Buchenhallen, vijf koren naar Josef von Eichdorff, voor 4 tot 6-stemmig gemengd koor
- Gesellschaftslied, voor mannenkoor
- Ergo bibamus, voor mannenkoor
- Grasshoffiana, voor 4 tot 6-stemmig gemengd koor, hout- en koperblazers en piano - tekst: Fritz Grasshoff
- Lob der Musik, twee koren naar gedichten van Josef von Eichdorff, voor mannenkoor (of gemengd koor)
- Sängerfahrt, voor mannenkoor en vier blazers
- Schwarzwald, voor mannenkoor
- Trum, trum, terumtrumtrum, voetknechtlied voor mannenkoor
- Von Räubern und Seefahrern, voor eenstemmig jeugdkoor en mannenkoor
- Wier lieben die Stürme die brausenden Wogen, voor jeugd- en mannenkoor
- Wo man singt, voor mannenkoor

### Wereldlijke cantates
- Lustige Musikanten, kleine cantate voor gemengd koor en strijkers
- Vagantenkantate, cantate voor basbariton, mannenkoor, koperblazers en piano - tekst: van Duitse dichters

### Vocale muziek
- Minneliedersuite, voor alt, strijkers, hobo en orgel - tekst: naar gedichten van Theodor Storm
- Vijf liederen, voor middenstem en piano - tekst: naar gedichten van Gottfried Keller
- Vijf liederen, voor middenstem en piano - tekst: naar gedichten van Matthias Claudius

### Kamermuziek
- 1957 Partita über "Vater unser im Himmelreich", voor hobo en orgel
- 1980 Suite 1980, voor vier blazers
- Chaconne - In modo dorico, voor trompet en orgel
- Concertino, voor dwarsfluit, viool, piano, piano, kleine trom en triangel
- Drei tänzerische Aphorismen, voor trombone en piano
- Es fiel ein Reif in der Frühlingsnacht, variaties over een lied voor viool en piano
- Föhliche Musik, voor vijf blaasinstrumenten
- In modo choralis, voor trompet en orgel
- Muziek in E-groot, voor orgel en viool
- O Laufet ihr Hirten, verzetten voor trompet en orgel
- Pastorale, voor twee trompetten en twee trombones
- Pastorella, speelmuziek voor vier blazers
- Pentatonisches Zwischenspiel, voor vier trombones
- Preludio, Aria und Marcia-Finale, voor vijf koperblazers en pauken
- Sarabande, voor kopersextet
- Sonata bukolika, voor elektronium en piano
- Sonatine in g-klein, voor viool en piano
- Trio, voor trompet, hoorn en trombone
- Twaalf voordrachtstukken, voor trombone of eufonium en piano (of orgel)
- Twee miniaturen, voor vijf koperblazers

### Werken voor orgel
- Concertino, voor orgel en strijkers
- Dubbelfuga
- Fünf Versetten über "Veni creator spiritus"
- Introitus, Offertorium end Communio
- Muziek voor orgel in drie delen
- Passacaglia
- Vijf koraalfantasieën
- Zes stukken

### Werken voor piano
- Die chinesische Nachtigall, suite naar Hans Christian Andersen voor piano vierhandig
- Drei unterhaltsame Spielstücke, voor piano vierhandig
- Zes kerstliederen-verzetten

## Publicaties
- Hermann Egner, Gerhard A. Jung, Dieter Zeh: Gerbert Mutter - Festschrift zu seinem 65. Geburtstag, Blasmusikverlag Schulz GmbH, Freiburg-Tiengen, 1987, 16 p., ISBN 3 92305803 9

- Gemeinsame Normdatei: 103773851
- International Standard Name Identifier: 0000 0000 5528 2077
- Library of Congress Control Number: n95119559
- Système universitaire de documentation: 261835580
- Virtual International Authority File: 37336202
- WorldCat: E39PBJxhrb8vgq8b39DrpF4Dv3